# 京都寺町三条のホームズ
『京都寺町三条のホームズ』（きょうとてらまちさんじょうのホームズ）は、望月麻衣によるミステリ小説シリーズ。投稿コミュニティサイト「エブリスタ」に掲載された後、2015年4月より双葉文庫から刊行。表紙イラストはヤマウチシズ。ストーリーは主に骨董品鑑定と京都探訪、それにまつわる日常の謎解きと、主役2人の恋模様を中心に描かれる。Web掲載版と書籍版で登場人物の関係性や話の展開が異なっている。2016年度「京都本大賞」受賞作。漫画版が『月刊アクション』（双葉社）にて、2017年12月号より2024年4月号まで連載後、同誌の休刊に伴い『webアクション』（同社）への移籍が発表、同年5月21日より同サイトにて連載再開。2025年5月時点でシリーズ累計部数は255万部を突破している。

## あらすじ
京都へ移り住んで半年になる女子高生の真城葵は、とある事情により亡き祖父の骨董品を鑑定してもらうべく、寺町三条商店街にポツリと佇む骨董品店『蔵』を訪れる。しかしそこで出逢った鑑定士の家頭清貴は美形で上品で柔らかな物腰でありながら、実は「ホームズ」の異名で呼ばれるほど怖ろしく鋭い人物で、葵が骨董品を家族に内緒でこっそり持ち出してきたことをその場で見抜いてしまう。どうしてもお金が必要だった葵に、清貴は『蔵』でアルバイトをしてはどうかと持ち掛け、その日から葵は彼と共に骨董品と京都にまつわる様々な出来事に遭遇していくことに。

## 登場人物
声の項はテレビアニメ版の声優。

### メインキャラクター
真城 葵（ましろ あおい）
声 - 富田美憂
本作の主人公。第1巻時点で高校二年生。ある理由から祖父の骨董品を『蔵』に持っていったことがきっかけで、アルバイトをするようになる。元は埼玉県の大宮に住んでいた。裏表のない真っ直ぐな性格で、作品の価値や真贋を直感的に見抜く「良い目」を持っている。好奇心旺盛で勉強熱心でもあり、清貴から古美術について学んだり蘊蓄を聞くのも好き。自分が特に何かに秀でているわけではない普通の人間であると認めているため、やや自己評価が低い傾向にある。だが話が進むにつれ成長し、度量の広さを身に着けていく。清貴に対しては憧れや尊敬の念を抱いており、しばしば彼の振る舞いに心動かされるものの、過去の失敗が原因で次の恋をすることに躊躇いがある。
家頭 清貴（やがしら きよたか）
声 - 石川界人
国選鑑定人・家頭誠司の孫で、鑑定士見習い。第1巻時点で22歳の京大院生。学業の傍ら、『蔵』で鑑定を行っている。「ホームズ」の愛称を持つ切れ者で、目で見た情報を処理する速度が異常に早く「相手の心を読める」と言われるほど。しかし本人は｢ホームズと呼ばれているのは名字が家頭だから｣で通している。美形で物腰柔らかく品行方正だが、自他共に認める裏表の激しい性格で実は腹黒。葵曰く「いけずな京男子」。生まれも育ちも京都で、普段は標準語で敬語だが感情が高ぶると京都弁が出る。古美術と京都に関する膨大な知識を持っていて地元愛が強い。表向きはあくまで半人前扱いではあるものの、生まれ持った鑑定の才能に加え幼少期から祖父の隣で経験も多く積んでいる。カフェ好きでコーヒーを淹れるのが上手。武道をやっていたためある程度の立ち回りも出来る。過去の失敗が原因で女性関係に歪みを抱えていたが、葵と出逢ったことで変化が表れ、次第に彼女に対してだけ一途かつへたれな面を見せるようになる。2月14日生まれ。
梶原 秋人（かじわら あきひと）
声 - 木村良平
駆け出しの俳優。有名な作家の息子(次男)。見た目はイケメンだがチャラい。シャーロック・ホームズの大ファン(ただし原作未読で映像作品が好き)で、最初は「ホームズ」と呼ばれる清貴を敵視していたが、その実力を認めてからは清貴を「心の友」や「師匠」などと称して纏わりつくようになる。良くも悪くも素直で嘘を吐けないため、清貴にとっても気の置けない悪友のような存在。
円生（えんしょう）
声 - 遊佐浩二
天才贋作師。第2巻から登場。余りに精巧な贋作を作るため、見破れる鑑定士がいなくなったことから寺に出家した。しかし自分よりも若い清貴が自分の贋作を見破ったと聞いて、再び贋作師として俗世に舞い戻る。清貴とはあらゆる点で共通点がありながらも進んできた道は正反対で、互いに同族嫌悪し合う光と影のような関係。所謂「モリアーティポジション」のキャラクター。贋作を作る時は本来の作者に成りきって作るタイプで、普段の振る舞いや声使いなども誰かを真似ようと思えば自在に成りきれる。

### サブキャラクター
家頭 誠司（やがしら せいじ）
声 - 小山力也
清貴の祖父で『蔵』のオーナー。国選鑑定人であり横に幅広い繋がりを持つ有名な鑑定士。普段は海外などを飛び回っていて不在であることが多く、息子や孫に店を任せきりにしている。才能よりは努力で上り詰めた人物で、特に真贋を見抜く力に定評がある。女性好きであり妻(清貴にとっての祖母)とは早くに離婚している。
家頭 武史（やがしら たけし）
声 - 上田燿司
清貴の父で『蔵』の店長。本業は時代小説作家。誠司に憧れ鑑定士を目指したが才能が無いことに気付き諦めたという経歴を持つ。才能を持つ息子に対してどうしても抱いてしまう嫉妬などの感情を小説執筆のための力にしている。妻(清貴にとっての母)は早くに病で亡くしている。
滝山 好江（たきやま よしえ）
声 - 大原さやか
誠司の恋人。第2巻から登場。見た目は30代ほどの美女にしか見えないが、実は40代。年を取った男性が好みで、誠司とは何度か別れつつも長く付き合ってきている。前夫との間に子供が一人いる。
滝山 利休（たきやま りきゅう）
声 - 小林沙苗
好江の息子。第4巻から登場。年齢は葵より一つ下。見た目は素晴らしく美少年だが性格は腹黒。清貴の弟分として大いに可愛がられた結果、かなりの清貴信者に成長した。清貴に対して「主君に仕える従者のような尊い気持ち」を抱いている。葵が来るより前に『蔵』でアルバイトをしていたが、清貴より強くなることを目指して柔道を極め、暫く海外留学に行っていた。古美術の知識も多く持つ。清貴と付き合う女性に関しては主に外見を重視する。アニメシリーズでは、彼の父親の本家で彼自身の後継者だと認めた。
宮下 香織（みやした かおり）
声 - 木下鈴奈
葵の友人。『宮下呉服店』という老舗呉服店の娘(次女)。冷静でしっかりした性格だが実はミーハーな面も隠し持つ。姉の佐織（声 - 堀江由衣）は斎王代に選ばれた美女であり、彼女を支えていくことが自分の務めであると考えている。
相笠 くりす（あいがさ くりす）
ゴスロリ姿が特徴の人気ミステリー作家。名前の由来はアガサ・クリスティから。

## 備考
葵と清貴の二人は同作者の別作品「京都烏丸御池のお祓い本舗」シリーズ(双葉文庫)にもゲスト出演している。
また、同じく同作者の別作品「わが家は祇園の拝み屋さん」シリーズ(角川文庫)とも世界観は同一であり、この三作品にメインで登場する三人の「京男子」は顔見知りであるという設定がある。

## 既刊一覧

### 小説
- 望月麻衣（著）・ヤマウチシズ（イラスト）、双葉社〈双葉文庫〉、既刊23巻（2025年5月14日現在）
  - 『京都寺町三条のホームズ 1』2015年4月16日発売[10]、ISBN 978-4-575-51775-0
    - 双葉ジュニア文庫版[注 1] 2017年3月17日発売[11]、ISBN 978-4-575-24024-5

  - 『京都寺町三条のホームズ2 〜真贋事件簿〜』2015年8月6日発売[12]、ISBN 978-4-57-551811-5
  - 『京都寺町三条のホームズ3 〜浮世に秘めた想い〜』2015年12月10日発売[13]、ISBN 978-4-575-51848-1
  - 『京都寺町三条のホームズ4 〜ミステリアスなお茶会〜』2016年4月14日発売[14]、ISBN 978-4-575-51882-5
  - 『京都寺町三条のホームズ5 〜シャーロキアンの宴と春の嵐〜』2016年8月4日発売[15]、ISBN 978-4-575-51917-4
  - 『京都寺町三条のホームズ6 〜新緑のサスペンス〜』2016年12月15日発売[16]、ISBN 978-4-575-51957-0
  - 『京都寺町三条のホームズ7 〜贋作師と声なき依頼〜』2017年4月13日発売[17]、ISBN 978-4-575-51987-7
  - 『京都寺町三条のホームズ8 〜見習い鑑定士の奮闘〜』2017年9月14日発売[18]、ISBN 978-4-575-52032-3
  - 『京都寺町三条のホームズ9 〜恋と花と想いの裏側〜』2018年3月14日発売[19]、ISBN 978-4-575-52091-0
  - 『京都寺町三条のホームズ10 〜見習い鑑定士の決意と旅立ち〜』2018年7月12日発売[20]、ISBN 978-4-575-52132-0
  - 『京都寺町三条のホームズ11 〜あの頃の想いと優しい夏休み〜』2019年1月13日発売[21]、ISBN 978-4-575-52181-8
  - 『京都寺町三条のホームズ12 〜祇園探偵の事件手帖〜』2019年7月12日発売[22]、ISBN 978-4-575-52243-3
  - 『京都寺町三条のホームズ13 〜麗しの上海楼〜』2020年1月16日発売[23]、ISBN 978-4-575-52308-9
  - 『京都寺町三条のホームズ14 〜摩天楼の誘惑〜』2020年2月12日発売[24]、ISBN 978-4-575-52318-8
  - 『京都寺町三条のホームズ15 〜劇中劇の悲劇〜』2020年8月7日発売[25]、ISBN 978-4-575-52385-0
  - 『京都寺町三条のホームズ16 〜見習いキュレーターの健闘と迷いの森/前編〜』2021年3月11日発売[26]、ISBN 978-4-575-52456-7
  - 『京都寺町三条のホームズ17 〜見習いキュレーターの健闘と迷いの森/後編〜』2021年8月5日発売[27]、ISBN 978-4-575-52491-8
  - 『京都寺町三条のホームズ0 旅のはじまり』[注 2]2022年3月10日発売[29]、ISBN 9784575525557
  - 『京都寺町三条のホームズ18 お嬢様のミッション』2022年4月14日発売[30]、ISBN 978-4-575-52565-6
  - 『京都寺町三条のホームズ19 拝み屋さんと鑑定士』2023年2月15日発売[31]、ISBN 978-4-575-52625-7
  - 『京都寺町三条のホームズ20 見習いたちの未来展望』2023年10月11日発売[32]、ISBN 978-4-575-52699-8
  - 『京都寺町三条のホームズ21 メランコリックな異邦人』2024年6月12日発売[33]、ISBN 978-4-575-52761-2
  - 『京都寺町三条のホームズ22 美術補佐人の誕生』2025年5月14日発売[4]、ISBN 978-4-575-52848-0

### 漫画
- 望月麻衣（原作）・ヤマウチシズ（キャラクター原案）・秋月壱葉（作画） 『京都寺町三条のホームズ』 双葉社〈アクションコミックス〉、既刊14巻（2025年1月9日現在）
  1. 2018年3月12日第1刷発行（同日発売[34]）、ISBN 978-4-575-85119-9
  2. 2018年7月12日第1刷発行（同日発売[35]）、ISBN 978-4-575-85185-4
  3. 2019年1月12日第1刷発行（同日発売[36]）、ISBN 978-4-575-85257-8
  4. 2019年7月12日第1刷発行（同日発売[37]）、ISBN 978-4-575-85329-2
  5. 2020年1月10日第1刷発行（同日発売[38]）、ISBN 978-4-575-85403-9
  6. 2020年8月11日第1刷発行（同日発売[39]）、ISBN 978-4-575-85480-0
  7. 2021年3月12日第1刷発行（同日発売[40]）、ISBN 978-4-575-85558-6
  8. 2021年8月11日第1刷発行（同日発売[41]）、ISBN 978-4-575-85622-4
  9. 2022年3月10日第1刷発行（同日発売[42]）、ISBN 978-4-575-85701-6
  10. 2022年11月10日第1刷発行（同日発売[43]）、ISBN 978-4-575-85776-4
  11. 2023年3月28日第1刷発行（同日発売[44]）、ISBN 978-4-575-85827-3
  12. 2023年10月12日第1刷発行（同日発売[45]）、ISBN 978-4-575-85886-0
  13. 2024年6月12日第1刷発行（同日発売[46]）、ISBN 978-4-575-85966-9
  14. 2025年1月9日第1刷発行（同日発売[47]）、ISBN 978-4-575-86046-7

### 関連書籍
- 『京都寺町三条のホームズ6.5 〜ホームズと歩く京都〜』2017年4月13日発売[48]、ISBN 978-4-575-51988-4
  - 「京都寺町三条のホームズ」の公式読本。
- 『アニメ「京都寺町三条のホームズ」公式ガイドブック』2018年10月5日発売[49]、ISBN 978-4-575-31395-6

## テレビアニメ
2018年7月より9月までテレビ東京ほかにて放送された。

### スタッフ
- 原作 - 望月麻衣、秋月壱葉[5]
- 監督 - 佐々木勅嘉[5]
- 助監督 - 殿勝秀樹
- シリーズ構成 - 山下憲一
- キャラクター原案 - ヤマウチシズ
- キャラクターデザイン・総作画監督 - 伊藤陽祐[5]
- プロップデザイン - 清水美穂
- 色彩設計 - 近藤直登
- 美術監督・美術設定 - 中原英統
- 撮影監督・編集 - 堀川和人
- 音楽 - 松田彬人
- 音楽制作 - アップドリーム
- 音響監督 - 八木沼智彦
- プロデューサー - 中野雄一、森田剛、川崎龍一郎、秋尾浩史、柏木豊、石原直樹、伊藤大河、鈴木英昭、三枝俊光、山田公平、永田直人、青山哲也、千葉唆宇、杉浦綾香、畑沢幸治、辻村健治
- アニメーション制作 - アニメーションスタジオ・セブン[50]
- 製作 - 「京都寺町三条のホームズ」製作委員会

### 主題歌
「恋に咲く謎、はらはらと」
A応Pによるオープニングテーマ。作詞・作曲は櫻澤ヒカル、編曲は佐々木裕。
「細雪」
和楽器バンドによるテーマソング。作詞・作曲・編曲は町屋。

### 各話リスト
| 話数     | サブタイトル           | 脚本     | 絵コンテ       | 演出           | 作画監督 |
| -------- | ---------------------- | -------- | -------------- | -------------- | --- |
| 第一話   | ホームズと白隠禅師     | 山下憲一 | 佐々木勅嘉     | いまざきいつき | 伊藤陽祐 西川鷹司 山本雄貴 竹内一将                                                                                         |
| 第二話   | 葵の頃に               | たかだ誠 | 半田大貴       | 半田大貴       | 半田大貴 山本雄貴 そらもとかん Kim Myoungsim                                                                                |
| 第三話   | 鞍馬山荘遺品事件簿     | 岡篤志   | 殿勝秀樹       | 殿勝秀樹       | Kim Bongduck Hong ein soo Back yuen joo                                                                                     |
| 第四話   | 祭りのあとに           | 山下憲一 | 有江勇樹       | 有江勇樹       | Kim Myeongsim Hong Insu Back Yeonju                                                                                         |
| 第五話   | 失われた龍             | 山下憲一 | 星野美鈴       | 星野美鈴       | 青木真理子 服部憲知 森悦史                                                                                                  |
| 第六話   | 目利きの哲学           | 岡篤志   | 半田大貴       | 半田大貴       | そらもとかん 竹内一将 野沢弘樹 西川鷹司 徐鴉侠 川上俊弘 半田大貴                                                            |
| 第七話   | 迷いと悟りと           | たかだ誠 | いまざきいつき | いまざきいつき | Kim Bongdeok Lee Seongjae Kim Myeongsim                                                                                     |
| 第八話   | 聖夜の涙とアリバイ崩し | 山下憲一 | 小川優樹       | 半田大貴       | 野沢弘樹 菊地シュンスケ 山本雄貴 半田大貴 Kim Myeongsim                                                                     |
| 第九話   | 祇園に響く鐘の音は     | 山下憲一 | 殿勝秀樹       | 殿勝秀樹       | そらもとかん 徐鴉侠 山本雄貴 半田大貴 川上俊弘 Hong ein soo Back yuen joo                                                   |
| 第十話   | ビスクドールの笑顔     | たかだ誠 | 有江勇樹       | 有江勇樹       | Kim Myeongsim Kim Bongdeok                                                                                                  |
| 第十一話 | バレンタインの夜会     | 岡篤志   | 小川優樹       | 千葉孝幸       | 坪田慎太郎 小川浩司 吉田馨 千葉孝幸                                                                                         |
| 第十二話 | 後継者の条件           | 山下憲一 | 佐々木勅嘉     | 佐々木勅嘉     | そらもとかん 半田大貴 竹内一将 野沢弘樹 山本雄貴 徐鴉侠 三間宏幸 菊地シュンスケ いまざきいつき 馬場竜一 川上俊弘 佐々木勅嘉 |

### 放送局
| 放送期間                | 放送時間                     | 放送局     | 対象地域   | 備考                      |
| ----------------------- | ---------------------------- | ---------- | ---------- | ------------------------- |
| 2018年7月10日 - 9月25日 | 火曜 2:05 - 2:35（月曜深夜） | テレビ東京 | 関東広域圏 |                           |
|                         |                              | テレビ大阪 | 大阪府     |                           |
|                         | 火曜 3:05 - 3:35（月曜深夜） | テレビ愛知 | 愛知県     |                           |
| 2018年7月11日 - 9月26日 | 水曜 22:00 - 22:30           | AT-X       | 日本全域   | CS放送 / リピート放送あり |
| 2018年7月14日 - 9月29日 | 土曜 0:59 - 1:29（金曜深夜） | BSジャパン | 日本全域   | BS放送                    |

| 配信開始日    | 配信時間        | 配信サイト |
| ------------- | --------------- | --- |
| 2018年7月10日 | 火曜 12:00 更新 | Amazonプライム・ビデオ dアニメストア dTV Google Play YouTube HAPPY!動画 J:COMオンデマンド ビデオパス みるプラス Rakuten TV TSUTAYA TV アニメ放題 U-NEXT VIDEX あにてれ ゲオTV ニコニコ生放送 ニコニコ動画 バンダイチャンネル ビデオマーケット GYAO!ストア GYAO! ひかりTV |

### BD / DVD
| 巻 | 発売日         | 収録話          | 規格品番 | 規格品番 |
| 巻 | 発売日         | 収録話          | BD       | DVD      |
| -- | -------------- | --------------- | -------- | -------- |
| 1  | 2018年10月26日 | 第1話 - 第3話   | MNPS-126 | MNPS-127 |
| 2  | 2018年11月23日 | 第4話 - 第6話   | MNPS-128 | MNPS-129 |
| 3  | 2018年12月26日 | 第7話 - 第9話   | MNPS-130 | MNPS-131 |
| 4  | 2019年1月30日  | 第10話 - 第12話 | MNPS-132 | MNPS-133 |

| テレビ東京 火曜 2:05 - 2:35（月曜深夜）枠 | テレビ東京 火曜 2:05 - 2:35（月曜深夜）枠 | テレビ東京 火曜 2:05 - 2:35（月曜深夜）枠 |
| 前番組                                    | 番組名                                    | 次番組                                    |
| ----------------------------------------- | ----------------------------------------- | ----------------------------------------- |
| 弱虫ペダル GLORY LINE                     | 京都寺町三条のホームズ                    | 軒轅剣 蒼き曜                             |

### ゲーム
2020年7月7日よりスマートフォン用ゲームアプリ『京都寺町三条のホームズ～パズル事件簿～』が配信開始された。マッチ3パズルゲームとなっていて、家頭清貴役の石川界人の録り下ろしボイスも収録されている。

## ボイスコミック
コミックス第10巻の発売を記念して、第1話と第2話がボイスコミック化された。第1話が2022年11月10日、第2話が11月17日に公開。家頭清貴と真城葵はアニメ版キャストが続投している。それ以外は、上田：木内秀信、美恵子：吉田美保、高田：武虎が担当。

## コラボレーション
トーハン
テレビアニメ化を記念し、2018年7月6日から8月5日まで公式タイアップ企画が池袋駅周辺の6書店にて実施された。
京阪グループ
2018年7月21日から10月31日まで、京阪電気鉄道と叡山電鉄において、ヘッドマークの掲出、アニメの出演声優によるオリジナルボイス付き企画乗車券の発売、主要駅へのキャラクターパネルの設置、スタンプラリーを実施。京阪レストランが展開するジューススタンド「ジューサーバー」では、コラボジュースが販売されている。
京都サンガF.C.
原作小説5巻にサンガをテーマにした短編が掲載されており、発売後の2016年8月7日に行われた東京ヴェルディ戦では西京極スタジアムでの出張販売会やコラボタオルの受注販売が行われた。アニメ放送中の2018年8月4日のモンテディオ山形戦でもコラボグッズの販売がされている。